# Лапін Максим Геннадійович
Максим Геннадійович Лапін (27 липня 1975 — 11 квітня 2010, Маріуполь) — український стрибун у воду. На літніх Олімпійських іграх 1996 року він виступав у стрибках на трампліні серед чоловіків на 3 метри.
Протягом 10 років входив до основного складу збірної України, був майстром спорту міжнародного класу. Після завершення кар'єри спортсмена став тренером у Маріуполі.
Трагічно загинув 11 квітня 2010, впавши з власного балкона 9-го поверху: втративши ключі й не дочекавшись приїзду аварійної служби, намагався потрапити до себе додому через балкон, але не втримався.